# Hippophae litangensis
Hippophae litangensis là một loài thực vật có hoa trong họ Elaeagnaceae. Loài này được Y.S. Lian & X.L. Chen ex Swenson & Bartish mô tả khoa học đầu tiên năm 2002.